# 特罗姆斯郡
特罗姆斯郡（挪威語：Troms，聆听ⓘ），是挪威北部的一个郡，首府为特罗姆瑟。该郡面积25,877平方公里，人口166,375（2019年）。
2020年1月1日，特羅姆斯郡與芬馬克郡因合併設立特罗姆斯-芬马克郡而撤銷。但因受地方人士大力反對，2020年6月向當局尋求撤回新郡制度，最終獲接納，並在2022年2月得到郡議會確認，在2024年1月1日恢復。

## 市镇列表
特罗姆斯郡有21个市镇：
- 巴爾斯菲尤爾
- 巴爾迪
- 迪略
- 格拉唐恩
- 哈尔斯塔
- 伊伯斯塔
- 卡爾綏
- 克韋菲尤爾
- 克韋南恩
- 科菲尤爾
- 拉旺恩
- 靈恩
- 莫爾塞爾夫
- 北雷薩
- 塞尼亚
- 謝爾沃于
- 斯托爾菲尤爾
- 南雷薩
- 切爾松
- 特罗姆瑟